# Brasenose College
El Col·legi Brasenose (anglès: Brasenose College) és un dels colleges que constitueixen la Universitat d'Oxford, al Regne Unit. El 2018 comptava amb un pressupost de 162,3 milions d'euros.

## Història
Fundat el 1509 pel jurista Sir Richard Sutton, natural de Prestbury, Cheshire, i per William Smyth, bisbe de Lincol. Aquest últim va aportar els diners per a la fundació de l'escola, mentre que el primer va comprar les terres on està situat. Es va construir sobre l'emplaçament que en època medieval ocupava el Brasenose Hall, una casa d'allotjament per als estudiants de la Universitat. El col·legi encara manté els tradicionals vincles amb el Bisbat de Lincoln.
Entre els primers benefactors de l'escola es trobava John Elton, canonge de la catedral de Salisbury i posteriorment canceller de la catedral de Hereford, qui va realitzar donacions el 1529 per a l'educació d'un familiar seu al Brasenose College. Altres notables benefactors han estat Alexander Nowell, Joyce Frankland, Elizabeth Morley, i Sarah Seymour, duquessa de Somerset.
El col·legi ja té 510 estudiants. El Principal (director) del col·legi és el prof. John Bowers. Els alumnes més coneguts inclouen l'exprimer ministre britànic David Cameron i l'actor Mark Williams.